# Wilhelm Schulze (Sprachwissenschaftler)

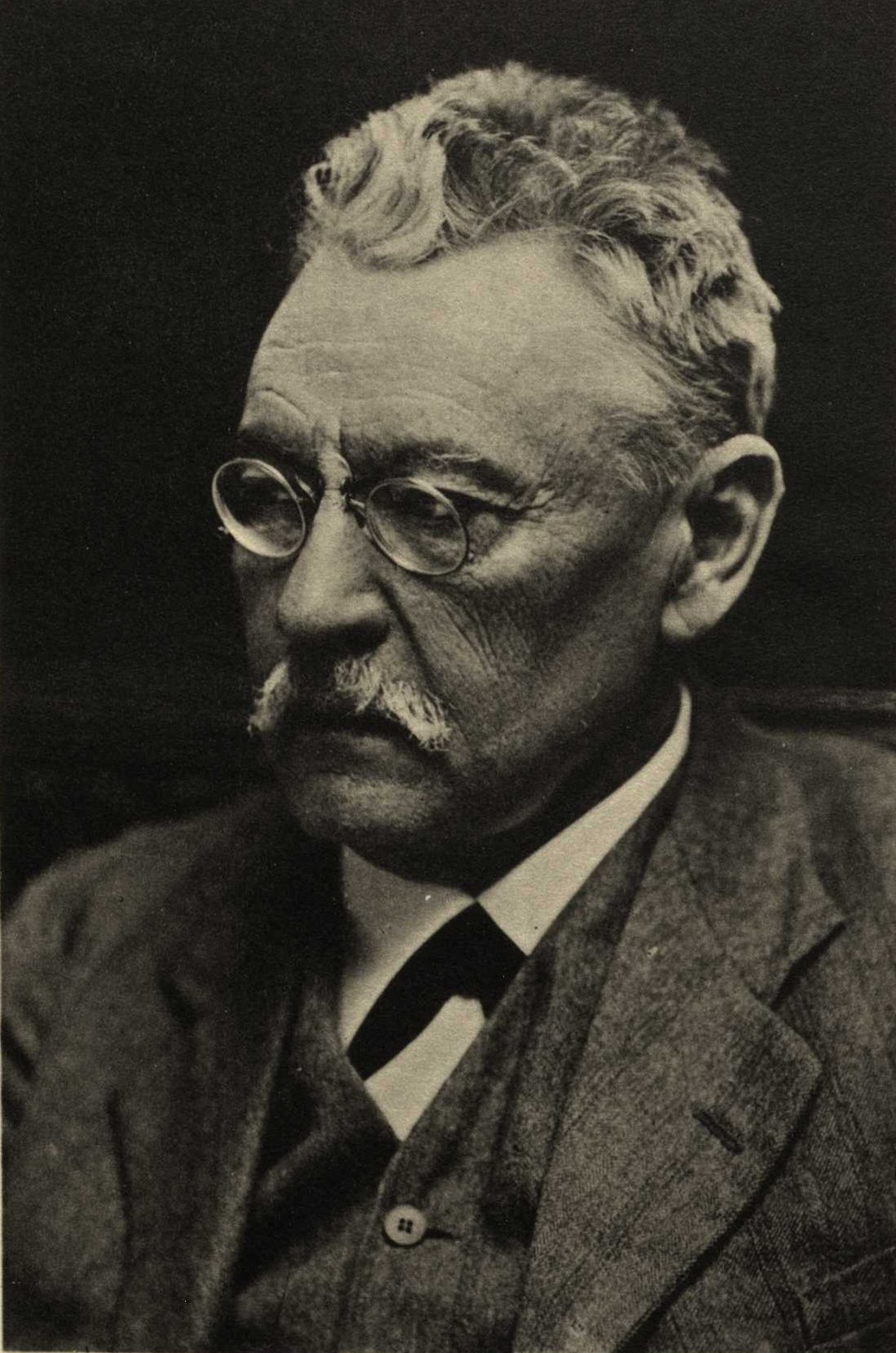
Wilhelm Schulze

Wilhelm Emil Heinrich Schulze (* 15. Dezember 1863 in Burgsteinfurt; † 16. Januar 1935 in Berlin) war ein deutscher Sprachwissenschaftler, Indogermanist und Klassischer Philologe.

## Leben
Wilhelm Schulze, der Sohn des Postbeamten Rudolf Schulze und seiner Frau Dina geb. Denhardt, studierte nach dem Abitur in Burgsteinfurt ab 1881 Vergleichende Sprachwissenschaft und Klassische Philologie in Berlin (bei Johannes Schmidt). 1883 wechselte er nach Greifswald zu Heinrich Zimmer, Adolph Kießling und Georg Kaibel, wo er 1887 promoviert wurde. Seine Dissertation erschien 1892 in erweiterter Form unter dem Titel Quaestiones epicae. Wenige Jahre nach seiner Habilitation (1890) wurde Schulze 1892 als Extraordinarius für Klassische Philologie an die Universität Marburg berufen. 1895 wechselte er nach Göttingen auf den Lehrstuhl für Indogermanische Sprachwissenschaft. Seine endgültige Wirkungsstätte fand er in Berlin, wo er 1902 den Lehrstuhl seines verstorbenen Lehrers Johannes Schmidt übernahm. Hier lehrte und forschte er bis zu seiner Emeritierung 1932. Zu seinen namhaften Schülern in Berlin gehörten u. a. der Indologe Heinrich Zimmer, ein Sohn seines gleichnamigen ehemaligen Lehrers, und der Indologe sowie spätere Bibliothekar der Deutschen Morgenländischen Gesellschaft Wilhelm Printz.
Schulze vertrat eine philologisch ausgerichtete Sprachwissenschaft und zog für seine Untersuchungen Quellen aus sehr vielen Sprachen heran. Sein Forschungsschwerpunkt waren das Lateinische und das Griechische (Metrik und Sprache der griechischen Epik, lateinische Personennamen), er behandelte aber auch allgemein-indogermanische Themen. So arbeitete er beispielsweise zusammen mit Emil Sieg und Wilhelm Siegling, den Entdeckern der tocharischen Texte in Zentralasien, an der grammatischen Erschließung dieser Sprache. 1931 erschien ihre Tocharische Grammatik.

## Ehrungen
- 1898: ordentliches Mitglied der Göttinger Gesellschaft der Wissenschaften (1902 auswärtiges Mitglied)
- 1903: ordentliches Mitglied der Preußischen Akademie der Wissenschaften
- 1918: korrespondierendes Mitglied der Bayerischen Akademie der Wissenschaften
- 1922: korrespondierendes Mitglied der Akademie der Wissenschaften zu Wien
- 1931: Pour le Mérite für Wissenschaft und Künste

## Schriften (Auswahl)
- Quaestiones epicae. Gütersloh 1892.
- Zur Geschichte lateinischer Eigennamen. Weidmann, Berlin 1904. (Nachdruck: Weidmann, Hildesheim 1991)
- Tocharische Grammatik. Vandenhoeck & Ruprecht, Göttingen 1931. (zusammen mit Emil Sieg und Wilhelm Siegling)
- Kleine Schriften. Zum 70. Geburtstag am 15. Dezember 1933 hrsg. vom Indogermanischen Seminar der Univ. Berlin. Vandenhoeck & Ruprecht, Göttingen 1934. (Nachträge hrsg. von Wilhelm Wissmann, Vandenhoeck & Ruprecht, Göttingen 1966)